# PlayStation Network
Das PlayStation Network (offizielle Abkürzung: PSN) ist Sonys Online-Community und Webshop für die PlayStation-Spielkonsolen der PlayStation-Produktfamilie. Es wurde am 11. November 2006 mit der PlayStation 3 eingeführt und ist auch auf Smartphones, Tablets und TV-Geräten von Sony verfügbar. Das PlayStation Network hatte Stand Juni 2013 etwa 110 Millionen registrierte Nutzer und im Januar 2020 insgesamt 103 Millionen monatlich aktive Nutzer.

## Beschreibung

Verfügbarkeit des PSN, Stand März 2025

Jeder PlayStation-Konsolennutzer, der online spielen, sich Spiele oder Updates herunterladen oder einen Onlinedienst nutzen möchte, muss zwingend einen Benutzer im Konsolenmenü erstellen – ähnlich wie in PC-Betriebssystemen. In diesem kann der Nutzer im Konsolenmenü eine Online-ID für das PlayStation Network erstellen und ihn mit dem Benutzernamen auf der Konsole verknüpfen (aktivieren).
- Eine Online-ID kann auf zwei Konsolen gleichzeitig aktiviert werden, wodurch es möglich ist, heruntergeladene und gekaufte Inhalte auf mehreren Konsolen gleichzeitig zu nutzen. Eine Online-ID kann aber nicht mehrmals zur gleichen Zeit im PlayStation Network angemeldet sein.
- Werden mehrere Benutzer auf einer Konsole erstellt, z. B. für Familienmitglieder oder WG-Bewohner, können alle Benutzer über die Inhalte verfügen, die der aktivierte Hauptaccount auf dieser Konsole installiert hat.

Somit ist es möglich, das von Online-ID A gekaufte und heruntergeladene Spiel X auf Konsole 1 mit der Online-ID A und auf Konsole 2 mit Online-ID B gleichzeitig zu spielen, solange Online-ID A auf Konsole 2 aktiviert (vorhanden) ist. Die Aktivierung einer Online-ID ist mit der Seriennummer der Konsole verknüpft. Wenn eine Konsole zur Reparatur gegeben wird, ausgetauscht wird oder verkauft wird, sollte die Online-ID vorher unbedingt deaktiviert werden.
Seit dem 11. April 2019 kann die Online-ID durch den Inhaber nachträglich bearbeitet werden. Die erste Änderung ist kostenlos, ab der 2. Anpassung erhebt Sony eine Service-Gebühr (rund 10 Euro). Zuvor war eine Änderung der Online-ID nicht möglich.

## PlayStation Store

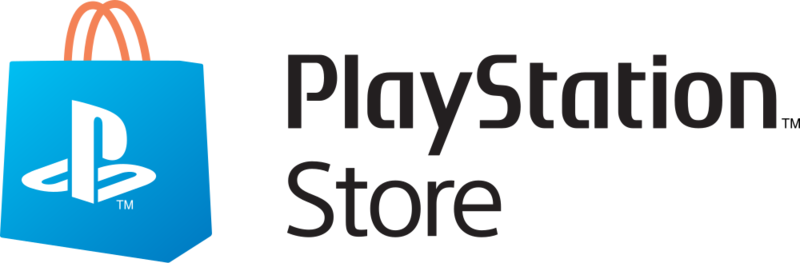
Offizielles Logo von PlayStation Store

Über den im Konsolenmenü verfügbaren PlayStation Store vermarktet Sony herunterladbare Inhalte für die PlayStation 3, PlayStation 4, PlayStation 5, PlayStation Portable und PlayStation Vita. Angeboten werden kostenlose Blu-ray-Filmtrailer, Spieletrailer, Wallpaper, Designs (Skins für die Benutzeroberfläche) und Demoversionen von Spielen sowie kostenpflichtige Spieltitel und Spieleerweiterungen wie z. B. neue Multiplayerkarten, Levelerweiterungen oder Spielmodi. Außerdem können Inhalte für die PSP und Spieleklassiker der PlayStation (PSone) gekauft werden.
Der Inhalt des PlayStation Store variiert von Land zu Land. Zum einen ist die Menüstruktur für die Regionen Nordamerika, Europa und Japan unterschiedlich. So fehlt in Europa im Gegensatz zu Nordamerika beispielsweise eine eigene Kategorie für Demoversionen, diese sind im europäischen Store an gleicher Stelle wie alle anderen Bezahlinhalte zu finden. Die Unterteilung in Regionen äußert sich außerdem dadurch, dass neue Inhalte innerhalb einer Region zeitgleich erscheinen, im europäischen Store werden neue Inhalte jeweils donnerstags publiziert. Doch auch innerhalb einer Region (z. B. Europa) sind nicht überall die gleichen Inhalte abrufbar. Im deutschen Store fehlen z. B. Inhalte, die hinsichtlich des Jugendschutzes kritisch beurteilt werden.
Bezahlt wird in den Stores jeweils in der Landeswährung. In der aus dem Konsolenmenü heraus aufrufbaren Kontoverwaltung kann man der Online-ID Guthaben hinzufügen. Akzeptiert werden alle gängigen Kreditkarten, Debitkarten und die PlayStation Network Card. Die PlayStation Network Card ist eine Prepaidkarte für das PlayStation Network, welche über den klassischen Handel vertrieben wird und über die Eingabe eines Codes der Online-ID Geldmittel hinzufügt. In Europa wurden die PSN-Cards am 1. Oktober 2009 veröffentlicht.
In den meisten Ländern ist es auch möglich, über den PlayStation Store Filme zu leihen oder zu kaufen. Dort sind Filme in normaler SD-Auflösung und HD-Auflösung erhältlich.
Im Oktober 2012 hat Sony ein Update für die PlayStation 3 veröffentlicht, das den PlayStation Store um zahlreiche neue Funktionen ergänzt. So ist es nun zum Beispiel möglich, Spiele für eine bestimmte Plattform zu suchen, sodass keine Titel für die PlayStation Vita mehr mit solchen für die PlayStation 3 vermischt werden. Außerdem existiert nun eine Rangliste der am besten bewerteten Spiele, die bei der Auswahl helfen soll.

## PlayStation Plus

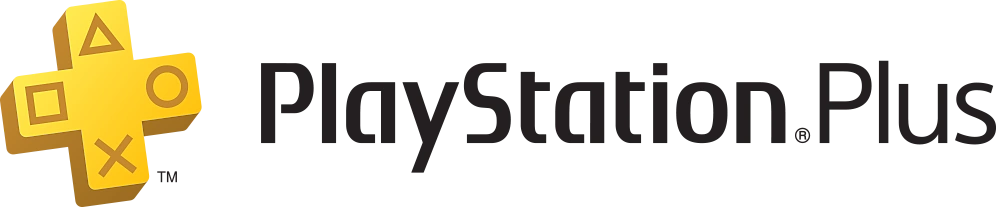
Offizielles Logo von PlayStation Plus

PlayStation Plus (PS Plus) ist ein kostenpflichtiges Upgrade der PlayStation-Network-Mitgliedschaft, welches seit dem 29. Juni 2010 verfügbar ist. Dieser Service beinhaltet Network-Spiele, Minis und PSone-Klassiker, Premium-Avatare, dynamische Designs, automatische Downloads sowie Test-Vollversionen. Auf der PlayStation 4 ist für den Online-Multiplayer bei fast allen Spielen eine aktive Mitgliedschaft bei PlayStation Plus erforderlich. Derzeit (Stand 7. August 2020) verfügen 45 Millionen Menschen über eine aktive PlayStation-Plus-Mitgliedschaft.
Die Mitgliedschaft kann üblicherweise kostenpflichtig über einen Zeitraum von einem Monat, drei Monaten oder einem Jahr abgeschlossen werden. Produkte, die für zusätzliche Gebühren (z. B. Spiele die für PlayStation-Plus-Mitglieder günstiger angeboten werden) erworben werden, können auch nach Ablauf der Mitgliedschaft verwendet werden. Die enthaltenen Spiele sind nach Ablauf der Mitgliedschaft nicht mehr spielbar, können aber nach Wiederantritt der Mitgliedschaft wieder verwendet oder erneut heruntergeladen werden.

### Instant Game Collection
Anfang Juni 2012 kündigte Sony auf der Video- und Computerspielmesse E3 in Los Angeles die Erweiterung des PlayStation Plus Angebotes um die Instant Game Collection an. Inhalt der Instant Game Collection sind mehrere Spiele, deren Angebot in einem vorgegebenen Rhythmus gegen andere Spiele ausgetauscht wird. Als Playstation-Plus-Mitglied kann man die Spiele zur Zeit des Angebotes kostenlos erwerben und bis zur Kündigung der Mitgliedschaft nutzen. Aktuell umfasst das Monatliche Angebot jeweils zwei Titel für die PS Vita, für die PS3 und für die PS4, oft handelt es sich auch um plattformübergreifende Spiele, die dann auf allen oder mehreren Plattformen gespielt werden können.

### Restrukturierung 2022
Ab Juni 2022 wird PlayStation Plus auf eine neue Abonnement-Struktur umgestellt. Zukünftig ist PlayStation Plus in drei verschiedenen Optionen (Essential, Extra und Premium) erhältlich. Das günstigste Abo Essential entspricht dem bisherigen PS Plus-Abo und enthält den Zugang zum Online-Multiplayer und zwei kostenlose Spiele im Monat. Extra beinhaltet gegen Aufpreis einen Spielekatalog aus 400 Spielen für PS4 und PS5, welcher den Dienst PlayStation Now ersetzt. Premium bietet zusätzlich zu diesem Spielekatalog weitere 340 Spieleklassiker von der PS1, PS2, PS3 und PSP und die Möglichkeit alle Spiele zu Streamen.

## PlayStation Now

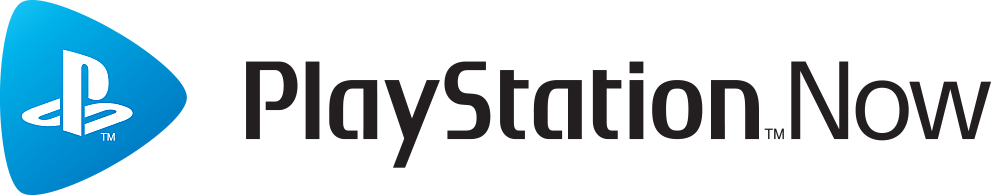
Offizielles Logo von PlayStation Now

Unter dem Namen PlayStation Now wurde am 7. Januar 2014 auf der Consumer Electronics Show ein Streamingdienst für Videospiele, der auf Gaikai basiert, präsentiert. Spieleinhalte können zu PlayStation 4, PCs, PlayStation Vita, PlayStation 3, Fernsehern und Blu-ray-Playern von Sony gestreamt werden. Während der Präsentation zeigte Sony Demos von The Last of Us, God of War: Ascension, Puppeteer und Beyond: Two Souls, spielbar auf BRAVIA TVs und PlayStation Vita. Die geschlossene Beta-Phase begann in den Vereinigten Staaten am 28. Januar 2014.
Zum 15. August 2017 endete die Unterstützung von PlayStation Vita, Fernsehern, PlayStation 3, Blu-ray-Playern und PlayStation TV.
PlayStation Now ging am 31. Juli 2014 in den USA auf der PS4 in die Open Beta über und ist nun im US PSN-Store zu finden.
Anfangs war geplant, dass mit PlayStation Now alte Titel für die PlayStation 1, PlayStation 2 und PlayStation 3 ausgeliehen werden können, jedoch kann man nun mit PlayStation Now nur noch PlayStation-3/4-Titel ausleihen.
Für alle Spiele mit Bewegungssteuerung wird am PC ein DualShock-3- bzw. DualShock-4-Controller benötigt, alternativ werden auch XInput-Controller wie der Xbox Wireless Controller unterstützt. Empfohlen wird eine Internetverbindung mit mindestens 5 Mbps.
Im Frühjahr 2022 gab Sony bekannt, dass PlayStation Now ab Juni 2022 in PlayStation Plus integriert wird und nicht mehr eigenständig angeboten wird.

## PlayStation Music und PlayStation Video
Am 31. März 2015 wurde das ehemalige Sony Entertainment Network, welches die Unterhaltungsdienste für internetfähige Fernseher, Heimkinosysteme und Set-Top-Boxen von Sony bereitstellte, vollständig mit den Diensten PlayStation Music (ehemalig: Music Unlimited) und PlayStation Video (ehemalig: Video Unlimited) in das PlayStation Network integriert und bilden mit dem PlayStation Store die neue PlayStation Network-Website.

## Online-Multiplayer
Viele Spiele für die PlayStation-Konsolen haben Onlinefunktionalitäten. Während sich das bei einigen auf weltweite Online-Ranglisten beschränkt, bieten andere Spiele vollwertige MMOGs oder zumindest Online-Duelle. Dabei verwenden die Spiele die Online-ID, mit welcher das Spiel gestartet wurde. Onlinespiele sind im PlayStation Network grundsätzlich kostenlos. Die ID, welche sich der Spieler einmal ausgesucht hat, ist nicht mehr änderbar und identifiziert den Spieler fortan in Ranglisten oder Multiplayerspielen, ohne dass sich der Spieler nochmals zusätzlich registrieren müsste. Gelegentlich kommt es vor, dass vor Teilnahme an einem Onlinespiel eine Spieleaktualisierung heruntergeladen werden muss. Somit wird sichergestellt, dass jeder Teilnehmer die exakt gleiche Version besitzt. Dies ist dann der Fall, wenn die Software oder die Verbindung zum Server optimiert werden muss (z. B. Call of Duty 4), wenn Fehler bereinigt werden, die Spielern nicht vorgesehene Vorteile ermöglichen (vgl. Glitches) oder wenn neue Inhalte kreiert werden, wie z. B. bei „Motorstorm“: Alle Online-Fahrer bekommen die neu erworbene Lackierung eines Spielers zu sehen. Der Programmcode ist durch das Update auf jeder PlayStation vorhanden, aber nur der Spieler, der dafür zahlt, kann die besondere Lackierung verwenden. Während das PlayStation Network auf der PS3 und PS Vita ohne Einschränkungen kostenlos nutzbar ist, muss bei der PS4 und PS5 eine kostenpflichtige PlayStation Plus-Mitgliedschaft vorhanden sein, um auf den Multiplayer zugreifen zu können.

## Trophäen
Im Juni 2008 erschien mit der PS3-Firmware 2.40 die „Trophäensammlung“ im Menü, ähnlich dem Gamerscore von Xbox Live. Dabei handelt es sich um ein Belohnungssystem, mit dem Trophäen der Gattung Bronze, Silber, Gold und Platin verliehen werden. Welchen Rang eine Trophäe hat, hängt größtenteils vom Schwierigkeitsgrad und vom Aufwand ab, die Trophäe freizuschalten. Eine Platin-Trophäe erhält man grundsätzlich immer für das Freischalten aller anderen Trophäen in einem Spiel. Es gibt auch „Versteckte Trophäen“. Bei versteckten Trophäen wird standardmäßig nicht angezeigt, welchen Rang sie haben und wie man sie freischaltet. Seit der PS4-Firmware 4.0, gibt es jedoch die Option, sich den Inhalt der versteckten Trophäen anzeigen zu lassen. Auch gibt es viele Internetseiten und -foren, die sich mit Trophäen-Statistiken auseinandersetzen und auf denen Trophäen-Listen von neuen Spielen eingesehen werden können, sobald diese von Sonys Servern öffentlich gemacht wurden – dies kann schon mehrere Wochen vor Veröffentlichung eines Spieles sein.
Die vier verschiedenen Trophäen haben jeweils auch eine Wertigkeit in Punkten: eine Bronze-Trophäe ist 15 Punkte wert, Silber 30, Gold 90 und Platin 180.
Es gibt zwei verschiedene Arten von Trophäen-Listen für Spiele. Kleine, meist eher günstige Titel haben Trophäen von 135 bis 315 Punkten und keine Platin-Trophäe. Umfangreichere Spiele mit einer Platin-Trophäe haben zwischen 1140 und 1230 Punkte. Die Verteilung der Trophäen kann beliebig von den Herstellern festgelegt werden. So besteht beispielsweise Terminator Salvation nur aus 11 Gold- und einer Platin-Trophäe, während das Hauptspiel zu Rise of the Tomb Raider aus insgesamt 66 Trophäen besteht (64 Bronze, 1 Gold, 1 Platin).
Seit Anfang 2009 müssen alle Spiele Trophäen haben. Für einige Spiele wie z. B. GTA IV oder Uncharted 1 wurde diese Funktionalität durch ein Update nachgereicht. Für bestehende Spielstände vor der Einführung durch ein Update können keine Trophäen erhalten werden; sie müssen auf neuen Spielständen erspielt werden.
Mit neuen (meist kostenpflichtigen) Add-ons zu den Spielen kommen oft auch neue Trophäen. Diese drücken die Prozentzahl der insgesamt erhaltenen Trophäen herunter, doch sind für den Erhalt der Platin-Trophäe nicht erforderlich. Das von einem Sony-eigenen Studio Evolution produzierte Rennspiel Driveclub ist mit 21 Trophäen-Add-on-Listen, der Gesamt-Trophäen-Anzahl von 128 und einer Gesamtwertigkeit von 4860 Punkten an der Obergrenze für das Trophäen-System angekommen, so dass weitere Add-ons unter einer separaten, neuen Liste geführt werden
Die etwa 5 bis 60 Trophäen je Spieltitel greifen nicht ins Spielgeschehen ein und sind für den Spielverlauf und die Bewertung im Spiel unerheblich. Sie dienen lediglich informativem Charakter und können mit anderen Nutzern verglichen werden. Dies kann zu einem weiteren Anreiz führen, bestimmte Herausforderungen zu meistern.
Typische Beispiele für Trophäen sind:
- Level oder Abschnitt beenden
- Hauptkampagne des Spiels beenden (oft gibt es mehrere Trophäen für verschiedene Schwierigkeitsgrade)
- Sammelobjekte finden
- bestimmte Aktionen – gegebenenfalls auch unter Zeitdruck – ausführen
- gewisse Entwicklungsstufe der Spielfigur erreichen

Beispiele für Trophäen auf der PS3:
- Vollführe einen 180°-Flatspin (Burnout Paradise)
- Rase durch 60 Burnout-Werbetafeln (Burnout Paradise)
- Beende die erste Mission (GTA IV)
- Beende die Story in unter 30 Stunden Spielzeit (GTA IV)
- Besiege einen Gegner im Poolbillard (GTA IV)
- Packe den Film-Ender (skate 3)
- Rette den Soldaten Ryan, bevor er stirbt (Call of Duty: World at War)
- Absolviere die Mission „Semper Fi“ im Söldner-Schwierigkeitsgrad (Call of Duty: World at War)
- Spiel abgeschlossen (Sonic Unleashed)
- Benutze Sonics All-Star, um Dr. Eggman auszuschalten! (Sonic & SEGA All-Stars Racing)
- Sammle alle 7 Chaos Emeralds! (Sonic the Hedgehog 4 Episode I)
- Bestehe die „E.G.G. Station“ Zone, ohne Schaden zu nehmen! (Sonic the Hedgehog 4 Episode I)

## PlayStation Home

Home-Icon

Auf der Game Developers Conference 2007 wurde von Sony die Plattform „Home“ für die PlayStation 3 angekündigt. Dabei handelt es sich um eine virtuelle Welt, ähnlich Second Life, in der sich die Nutzer bewegen können, miteinander treffen oder auf virtuellen Marktplätzen einkaufen können. Auch besondere private Bereiche sollen angeboten werden, in denen man Musik und Bilder gemeinsam nutzen oder austauschen kann. Die Benutzung war in der Grundversion kostenlos, für besondere Erweiterungen seines Avatars, des privaten Bereichs oder für besondere Inhalte war eine Zahlungspflicht vorgesehen.
Seit 11. Dezember 2008 befand sich Home in der offenen Betaphase, an der man ohne vorherige Anmeldung teilnehmen konnte. Wann die finale Version von „Home“ erscheint, wurde von Sony nicht bekanntgegeben.
Ausgangspunkt in „Home“ ist das eigene virtuelle „zu Hause“. Dieses kann man größtenteils selbst einrichten.
Die restlichen Inhalte von „Home“ wurden teilweise von Sony selbst oder Softwareproduzenten erstellt. In diesen konnte man z. B. Billard spielen, Bowlen, Golfen, Rennen fahren etc. Oft waren diese Bereiche Spielen der jeweiligen Produzenten zugeordnet.
Über das Jahr 2009 fand in „Home“ darüber hinaus eine Art Spiel (mit Rätseln, Aufgaben etc.) über eine „Untergrundorganisation“ in Home statt.
Seit dem 12. März 2014 besaß PlayStation Home wie jedes andere Spiel auch Trophäen.
Ab dem 12. November 2014 wurden die wöchentlichen Content-Updates für PlayStation Home eingestellt. Die Spieler in Europa und den USA konnten noch bis zum 3. Dezember 2014 Inhalte herunterladen/kaufen. Als Dankeschön an die ganze Community, bot Sony bis dahin eine Reihe kostenloser Content-Updates an, an denen sich die Spieler ein letztes Mal austoben konnten. Am 1. April 2015 wurde PlayStation Home endgültig eingestellt.

## Folding@home
Bei einem Projekt namens Folding@home (FAH) wurde ungenutzte Rechenleistung der PlayStation 3 dazu verwendet, den Faltvorgang von Proteinen zu simulieren. Dadurch erhoffte man sich Erkenntnisse über Krankheiten wie Alzheimer, Krebs, Chorea Huntington oder die Parkinson-Krankheit. Das Clientprogramm war auf der PlayStation 3 vorinstalliert. Etwa 35.000 regelmäßig aktive Konsolen erbrachten eine Leistung von über einer Billiarde Berechnungen pro Sekunde (1 PetaFLOPS). Das ist in etwa die Geschwindigkeit des IBM Roadrunner, dem bis November 2009 weltweit schnellsten Supercomputer.
Außerdem machte sich das Forschungsprojekt den Grafikchip der PS3 zunutze. Dadurch war es möglich, das Protein in Echtzeit beim simulierten Faltvorgang zu beobachten.
Allerdings wurden diese Berechnungen nur durchgeführt, wenn der Folding@Home-Client auch wirklich aktiv war und die Konsole nicht für Spiele oder Filme genutzt wurde (also auch ausgeschaltet werden könnte). Eine Nutzung der Rest-CPU-Zeit im Hintergrund, wie man sie von den meisten Distributed-Computing-Projekten mit PCs kennt, fand auf der PS3 nicht statt.

### Life with PlayStation
Am 18. September 2008 veröffentlichte Sony Life with PlayStation für die PS3. Dabei handelt es sich um eine stark erweiterte Version von Folding@home. So wird im Hintergrund weiterhin die Proteinfaltung berechnet, zusätzlich kann man nun jedoch auch Nachrichten, Live-Bilder aus 60 Städten, Wolkenbilder und das aktuelle Wetter abrufen. Das bisherige Folding@home wurde am selben Tag eingestellt. Am 22. Oktober 2012 gab Sony bekannt, infolge eines Firmware-Updates die Funktion aus der PS3 zu entfernen.

## VidZone
Seit Juli 2009 stellt Sony im PlayStation Store das kostenlose Programm VidZone zur Verfügung, welches heruntergeladen werden kann und dann im XMB-Menü unter der Kategorie Musik erscheint. Es ermöglicht dem Benutzer das Anschauen von Musikvideos von über tausend Künstlern und Bands als Live-Stream in guter Qualität. Der Nutzer kann Wiedergabelisten erstellen und diese kostenlos anschauen.
Über Remote Play für die PlayStation Portable steht dieser Dienst auch unterwegs zur Verfügung.

## Datendiebstahl 2011
Durch einen Hackerangriff auf das PlayStation Network am Abend des 20. April 2011 war das PlayStation Network längere Zeit nicht erreichbar. Ende April wurde bekannt, dass Unbekannte im Zeitraum vom 17. bis zum 19. April Zugriff auf private Daten von bis zu 77 Millionen Netzwerk-Konten hatten und Sony deshalb das Netzwerk zur Analyse und Beseitigung der Sicherheitslücke abschaltete. Unklar blieb zunächst, ob auch Kreditkarten-Daten ausgespäht und missbräuchlich benutzt worden waren. Ab dem 15. Mai 2011 begann Sony, das Netzwerk in vielen Teilen der Welt wieder zu starten, unter anderem in den USA und Deutschland, aber zum Beispiel nicht in Japan, weil dies von den dortigen Behörden wegen noch nicht eingelöster Sicherheitsversprechen untersagt wurde.